# Хелминен, Раймо
Ра́ймо И́льмари Хе́лминен (фин. Raimo Ilmari Helminen; 11 марта 1964, Тампере, Финляндия) — финский хоккеист (центрфорвард), главный тренер хоккейного клуба ТПС. Рекордсмен мира по количеству матчей за национальную сборную (331) и по количеству участий в олимпийских хоккейных турнирах (6). Лучший бомбардир сборной Финляндии всех времён (207 очков).
Выступал за клубы «Ильвес» (1982-85, 1987-88, 1996—2008), «Нью-Йорк Рейнджерс» (1985-87), «Миннесота Норт Старз» (1986-87), «Нью-Йорк Айлендерс» (1988-89), «Мальмё» (1989-96). Обладатель выдающихся достижений спортивного долголетия. Участник шести Олимпиад (1984, 1988, 1992, 1994, 1998, 2002) 39  игр,  6+17 очков, одиннадцати чемпионатов мира (1985, 1990, 1994-99, 2000-02), Кубка Канады 1987 и Кубка мира 1996. В период с 1985 по 1989 сыграл три сезона в НХЛ. В чемпионате НХЛ — 117 игр, 59 очков (13 шайб + 46 передач, -26 ).В Кубке Стэнли 2 игры (0+0, -2 )
В сезоне 2011/12 и 2019/20 возглавлял молодёжную сборную Финляндии. В сезоне 2012/13 работал главным тренером клуба «Ильвес». В 2012 году введён в Зал славы ИИХФ. В сезоне 2013/14 и 2015/16 являлся помощником главного тренера хоккейного клуба «Барыс». Три сезона работал помощником в «Йокерите».

## Достижения
- Чемпион мира 1995.
- Чемпион Финляндии 1985.
- Двукратный чемпион Швеции 1992, 1994.
- Обладатель Кубка Европы 1992/93.
- Лучший бомбардир шведского чемпионата сезона 1993/94.
- Лучший игрок («Золотой шлем») финской SM-лиги сезона 1997/98.
- Лучший игрок («Трофей Лассе Оксанена») регулярного сезона 1997/98.
- Лучший бомбардир и лучший нападающий, серебряный призёр молодёжного чемпионата мира 1984.
- Член зала хоккейной славы ИИХФ и Финского зала хоккейной славы (2008)[1].